# Tivadar Soros
Tivadar Soros, geboren als Theodor Schwartz (Boedapest, 7 april 1893 - New York, 22 februari 1968) was een Hongaarse arts en rechtsgeleerde. Hij was een bekende auteur in het Esperanto en de vader van de filantroop George Soros. Hij was van Joodse komaf.

## Leven
Soros werd geboren als Theodor Schwartz, maar omdat deze naam te Joods was in het tamelijk antisemitische Boedapest van voor de Tweede Wereldoorlog, nam hij een meer Hongaarse naam aan. Hij streed in de Eerste Wereldoorlog, werd gevangengenomen en naar Siberië gedeporteerd. Na terugkomst in Boedapest, richtte hij in 1922 een literair tijdschrift in het Esperanto op, Literatura Mondo, dat hij samen met Kálmán Kalocsay en Gyula Baghy redigeerde. Over zijn ervaringen in Siberië publiceerde hij in 1923 de novelle Modernaj Robinzonoj (Moderne Robinsons).
De Joodse Soros wist zijn gezin de Tweede Wereldoorlog door te loodsen, en publiceerde hierover later de autobiografische roman Maskerado ĉirkaŭ la morto (Maskerade rond de dood). Voor het overige liet Soros zich na de oorlog niet veel meer met de literatuur of de Esperanto-beweging in. Soros nam een valse naam aan en gebruikte zijn geld en invloed om veel anderen te kunnen laten ontsnappen. Hij zorgde voor valse papieren en liet rijke mensen hier extra voor betalen zodat hij armere mensen tegen lagere bedragen kon bijstaan.
In 2000 respectievelijk 2001 gaf de Engels-Amerikaanse literatuurwetenschapper Humphrey Tonkin een nieuwe editie uit van beide boeken van Soros, met financiële bijstand van diens zoons.

## Maskerado
Soros' boek Maskerado ĉirkaŭ la morto is vertaald in het Engels, Russisch, Duits, Hongaars en Turks. In het boek vertelt Soros hoe hij het laatste jaar van de oorlog als Jood in Boedapest overleefde: door laconiek te blijven, door al zijn familieleden doorlopend van nieuwe identiteiten en bijbehorende papieren te voorzien, door anderen te helpen waar dat kon, en uit te zuigen waar dit verantwoord was. In het voorwoord bij een recente heruitgave zegt zoon George Soros (die ook een beetje Esperanto moet spreken, al heeft hij geen enkele binding met de beweging) dat dit laatste oorlogsjaar, hoe vreselijk het ook is om dat te zeggen, tot de gelukkigste jaren van zijn leven behoorde — en dat dit kwam door het optimisme en de vasthoudendheid van zijn vader.